# Duell der Degen
Duell der Degen (Originaltitel: Le Bossu) ist ein französisch-italienisch-deutscher Mantel-und-Degen-Film von Philippe de Broca aus dem Jahr 1997. Als literarische Vorlage diente der Roman Der Bucklige (Le Bossu, 1857) von Paul Féval, der bereits mehrfach, etwa von André Hunebelle unter dem Titel Ritter der Nacht (1959) mit Jean Marais in der Hauptrolle, verfilmt worden war.

## Handlung
Der Pariser Fechtmeister Lagardère wird dem Herzog de Nevers vorgestellt. In der Fechtschule tragen sie spontan ein Duell aus, bei dem Nevers als Sieger hervorgeht. Im Austausch mit einem Brief an Nevers fordert Lagardère ein zweites Duell als Revanche. Nevers weist ihn zunächst ab. Als er jedoch erfährt, dass der Brief von seiner früheren Geliebten Blanche de Caylus stammt, bittet er Lagardère, ihm den Brief vorzulesen. Wie sich herausstellt, hatte Blanche zuvor zahlreiche Briefe an Nevers geschrieben. Dieser hatte jedoch keinen einzigen erhalten und daher geglaubt, Blanche habe ihn vergessen. Blanche hat in der Zwischenzeit sein Kind zur Welt gebracht. Um zu verhindern, dass Blanches Vater sie in einen Konvent schickt, entschließt sich Nevers, nach Caylus zu reisen und Blanche zu heiraten. Nevers’ Cousin und bisheriger Erbe, Gonzague, der Blanches Briefe stets abgefangen hatte, will eine Heirat verhindern und so der Erbe von Nevers’ Vermögen bleiben. Über seinen buckligen Diener Escope und seinen kaltblütigen Handlanger Peyrolles beauftragt er Lagardère, Nevers zu töten. Als Lagardère mit anderen Männern Nevers auflauert, kann dieser seine Gegner bezwingen. Nevers verschont jedoch Lagardère und heuert ihn als Begleitschutz für seine Reise nach Caylus an.
Unterwegs freunden sich die beiden Männer an, und Nevers verleiht Lagardère den Titel eines Chevalier. Während Nevers Lagardère einen Fechttrick beibringt, bei dem er geschickt seinen Gegner überrumpelt und ihm dann die Spitze seines Degens zwischen die Augen sticht, sind ihnen Gonzague und dessen Männer bereits auf der Spur. Nevers und Lagardère schaffen es schließlich bis nach Caylus, und Blanche und Nevers geben sich glücklich das Ja-Wort. Als sich die Eheleute in ihre Privatgemächer zurückziehen, lässt Gonzague die gesamte Hochzeitsgesellschaft von seinen Männern töten. Als Nevers das Gemetzel entdeckt, versucht er, mit Blanche und dem gemeinsamen Kind zu fliehen. Lagardère eilt ihm zu Hilfe, kann jedoch nicht verhindern, dass Gonzague Nevers im anschließenden Gefecht tödlich mit einem Dolch verwundet. Im Glauben, Blanche sei bereits tot, bittet Nevers Lagardère, sich seines Kindes anzunehmen. Lagardère kann mit dem Kind, einem Mädchen names Aurore, über die verschneiten Berge fliehen und kommt auf einem verlassenen Bauernhof unter.
Eines Tages kommt dort eine italienische Theatertruppe vorbei und bittet darum, die Nacht auf dem Bauernhof verbringen zu dürfen. Als Lagardère am nächsten Morgen Gonzagues Männer entdeckt, wie sie sich dem Bauernhof nähern, schließt er sich den Theaterleuten an. Um die Verfolger glauben zu machen, Lagardère und das Kind seien umgekommen, werfen die Italiener zwei Puppen in einen Fluss und übergeben Gonzague eine der Puppen in einem Kindersarg. Zurück in Paris lässt Gonzague den Sarg in eine Gruft bringen. Blanche, die noch am Leben ist, verfällt in tiefe Trauer über den Tod ihres Kindes. Sie weiß nicht, dass Gonzague, der sie seit langem begehrt, hinter den Morden steckt.
Aurore wächst die folgenden Jahre unter Lagardères Obhut zu einer jungen Frau heran. Gemeinsam reisen sie mit den Theaterleuten umher und treten mit ihnen auf der Bühne auf. Nach einer Vorstellung in Paris lässt sich Aurore von einem Adligen zu einer Gesellschaft einladen. Marcello, mit dem sie aufgewachsen ist, begleitet sie. Bei der frivolen Gesellschaft kommt es jedoch zum Eklat. Um Marcello vor den Übergriffen des Adligen zu schützen, sticht Aurore diesem mit einem Degen zwischen die Augen, so wie es ihr Lagardère beigebracht hat. Als Gonzague davon erfährt, wird ihm klar, dass Lagardère und Nevers’ Tochter noch am Leben sind. Unterdessen gesteht Lagardère Aurore, dass er nicht ihr Vater und sie die Tochter eines Herzogs sei. Aurore gesteht ihrerseits, dass sie sich in ihn verliebt habe, und ist verletzt, als Lagardère sie abweist. Gonzague sucht indes einen neuen Sekretär. Um sich am Mörder seines Freundes zu rächen, verkleidet sich Lagardère als buckliger Mann und bekommt die Stelle. So verschafft er sich auch Zutritt zum Gemach von Blanche und berichtet ihr, dass ihre Tochter noch am Leben sei.
Im Auftrag von Gonzague soll Lagardère dafür sorgen, dass die Aktien der Mississippi-Kompanie an Wert verlieren und Gonzague diese anschließend für einen Spottpreis erwerben kann. Lagardère kauft die Aktien jedoch mit Blanches Vermögen und lässt sie für Aurore in einem Kloster verwahren. Aurore wird unterdessen von Gonzagues Männern gefangen genommen und soll nach Louisiana verschifft werden. Lagardère kann sie jedoch befreien und mit ihr fliehen. Auf einem Ball von Philippe d’Orléans lässt Lagardère Gonzagues zwielichtige Geschäftspraktiken auffliegen und stellt der Hofgesellschaft Aurore als Tochter des Herzogs de Nevers vor. Blanche schließt ihre Tochter glücklich in die Arme. Lagardère, der als Buckliger verkleidet ist, gibt sein wahres Gesicht preis und fordert Gonzague zum Duell. Sich seiner Unterlegenheit bewusst, geht Gonzague mit einem Messer auf Aurore los und versucht, mit ihr als Schutzschild den Ball zu verlassen. Vor den Toren des Palasts toben jedoch die aufgebrachten Bürger, die er um ihre Aktien gebracht hat. Lagardère kann ihn stellen und tötet ihn mit einem Degenstich zwischen den Augen. Lagardère, dem inzwischen klargeworden ist, dass er Aurore aufrichtig liebt, lässt sich von ihr schließlich küssen.

## Hintergrund

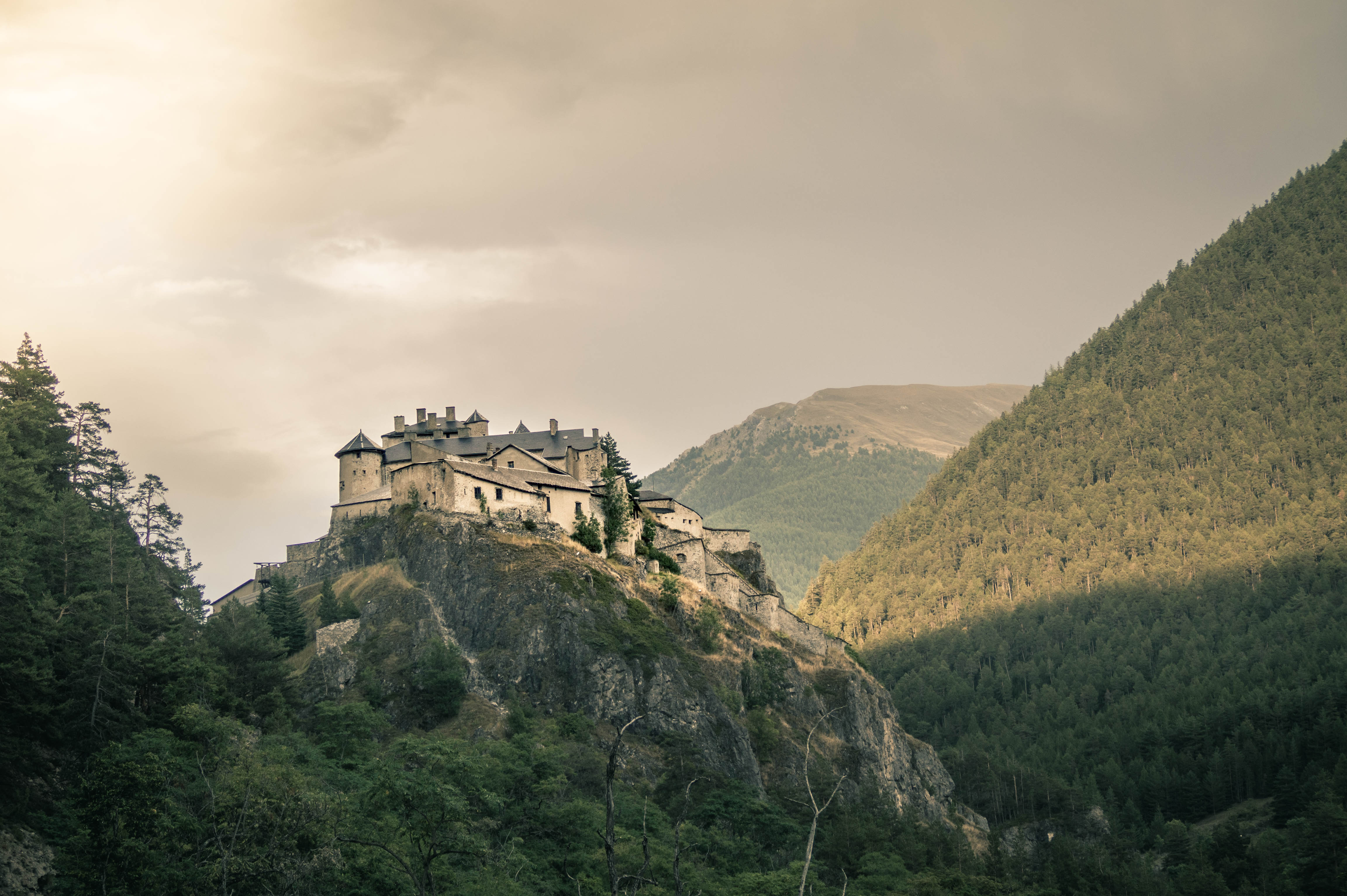
Château-Queyras, ein Drehort des Films

Die Dreharbeiten fanden unter anderem in Le Mans, Paris und Queyras sowie vor Schloss Le Plessis-Bourré statt. In Queyras diente das gleichnamige Schloss als Schauplatz der Hochzeit. In Paris wurde an der Place des Vosges vor und im Hôtel de Sully gedreht. Das Budget lag bei umgerechnet 21,7 Millionen Euro. Für das Szenenbild war Bernard Vézat zuständig, die Kostüme entwarf Christian Gasc.
Duell der Degen wurde am 3. Dezember 1997 in Frankreich uraufgeführt, wo 2,3 Millionen Zuschauer den Film in den Kinos sahen. Im Jahr 2003 entstand eine Fernsehfilm-Adaption des Stoffs unter dem Titel Lagardère – Der maskierte Rächer.

## Kritiken
Für das Lexikon des internationalen Films war Duell der Degen ein „[a]ufwendig ausgestatteter Mantel-und-Degen-Film […], der schauprächtige Unterhaltung aber auch ein wenig Enttäuschung bietet“. So könne unter anderem „Hauptdarsteller Daniel Auteuil, der als Charakterdarsteller stets eine gute Leistung bietet, als körperbetonter Actionheld […] nicht restlos überzeug[en]“. „Das flotte Kostümabenteuer mit Daniel Auteuil ist ein Augenschmaus“, urteilte Cinema. Es handle sich kurzum um ein „[t]oll besetztes, farbenfrohes Degenmärchen“.

## Auszeichnungen
Beim Festival du film de Cabourg erhielt Vincent Perez 1998 den Preis als Bester Darsteller. Bei der Verleihung des César 1998 wurde Christian Gasc in der Kategorie Beste Kostüme ausgezeichnet. Acht weitere Nominierungen für den César gab es in den Kategorien Bester Film, Bester Hauptdarsteller (Daniel Auteuil), Beste Hauptdarstellerin (Marie Gillain), Bester Nebendarsteller (Vincent Perez), Beste Kamera, Bester Schnitt, Beste Filmmusik und Bestes Szenenbild (Bernard Vézat). 1999 erhielt der Film eine Nominierung für den BAFTA Award als Bester nicht-englischsprachiger Film.

## Deutsche Fassung
Die deutsche Synchronfassung entstand bei der PPA Film in München nach dem Dialogbuch und unter der Dialogregie von Pierre Peters-Arnolds.
| Rolle              | Darsteller        | Synchronsprecher         |
| ------------------ | ----------------- | ------------------------ |
| Lagardère          | Daniel Auteuil    | Gudo Hoegel              |
| Herzog de Nevers   | Vincent Perez     | Axel Malzacher           |
| Aurore             | Marie Gillain     | Stefanie von Lerchenfeld |
| Peyrolles          | Yann Collette     | Ekkehardt Belle          |
| Passepoil          | Didier Pain       | Michael Rüth             |
| Blanche            | Claire Nebout     | Susanne von Medvey       |
| Philippe d’Orléans | Philippe Noiret   | Lambert Hamel            |
| Paolo              | Renato Scarpa     | Michael Habeck           |
| Postreiter         | François Levantal | Kai Taschner             |